# Afrasura amaniensis
Afrasura amaniensis is een vlinder uit de familie spinneruilen (Erebidae), onderfamilie beervlinders (Arctiinae). De wetenschappelijke naam van de soort is voor het eerst geldig gepubliceerd in 2006 door Cieslak & Häuser.
Deze nachtvlinder komt voor in tropisch Afrika.